# Matthias Meinel
Matthias Meinel (* 19. März 1977 in Erlangen) ist ein ehemaliger deutscher Basketballspieler auf der Position des Flügelspielers. Der 1,93 Meter große Meinel spielte für Nürnberg in der Basketball-Bundesliga.

## Laufbahn
Meinel wurde in Erlangen geboren und wuchs in Neunkirchen am Brand auf. Er spielte beim CVJM Erlangen und ab 1997 beim BBC Bayreuth. 2003 wechselte er innerhalb der 2. Basketball-Bundesliga von Bayreuth zu Falke Nürnberg. 2005 stieg er mit den Franken in die Basketball-Bundesliga auf. In der höchsten deutschen Spielklasse bestritt er zwischen 2005 und 2007 30 Spiele und erzielte insgesamt 19 Punkte.
2007/08 spielte Meinel für den Regionalligisten MTV Kronberg, 2008/09 für den ASC Theresianum Mainz in der 2. Bundesliga ProB, 2009/10 für die Licher BasketBären (ebenfalls ProB). Ab 2010 und bis 2015 stand er für TSV Ansbach in der Regionalliga auf dem Feld. In der Saison 2012/13 war er mit einem Punkteschnitt von 23,1 je Begegnung drittbester Werfer der 1. Regionalliga Südost.
Neben der Basketballlaufbahn bestritt Meinel ein Lehramtsstudium.